# Phiala longilinea
Phiala longilinea är en fjärilsart som beskrevs av Emilio Berio 1939. Phiala longilinea ingår i släktet Phiala och familjen Eupterotidae. Inga underarter finns listade i Catalogue of Life.